# Obediência hierárquica

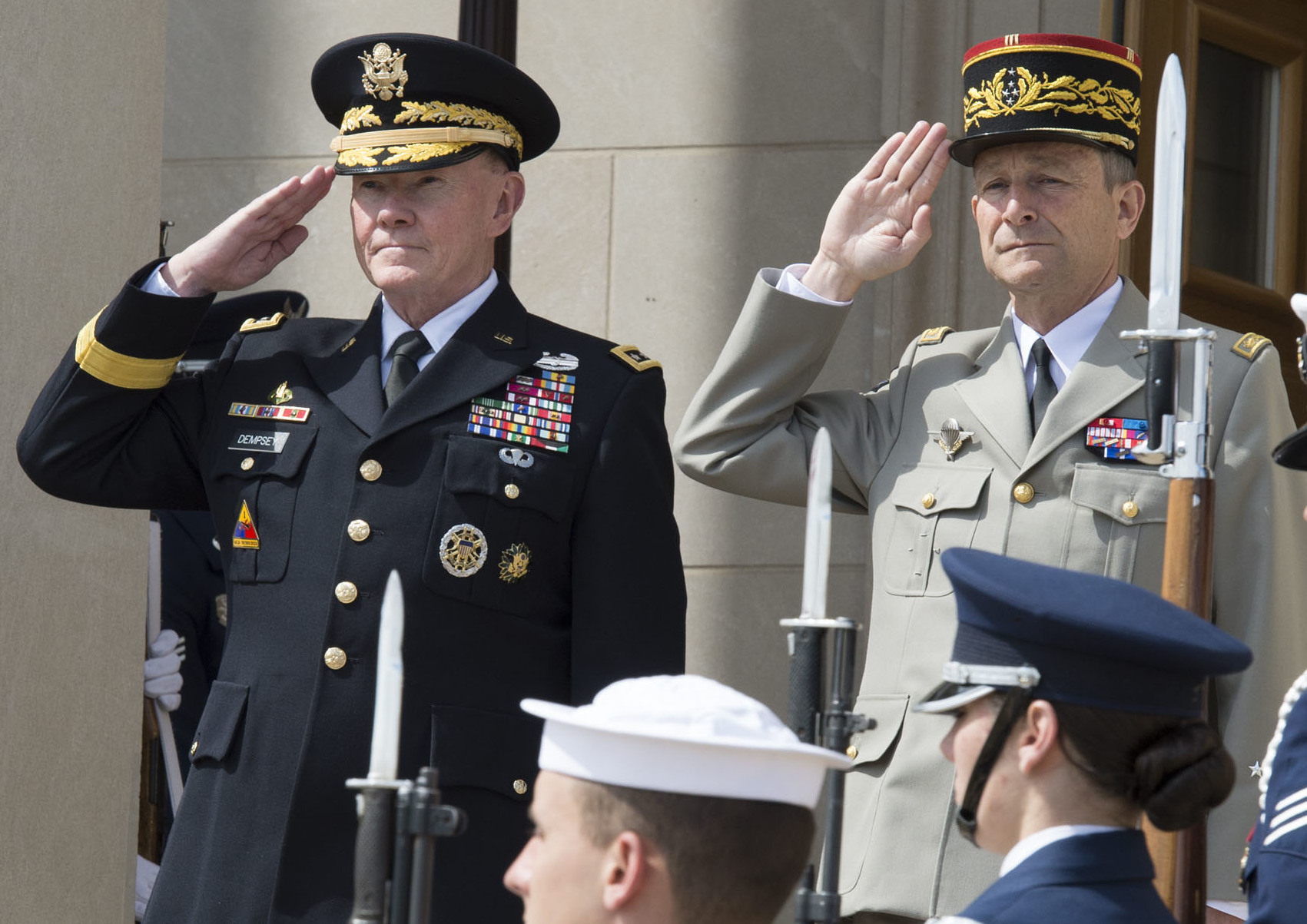
A continência militar é a saudação e sinal de obediência hierárquica por excelência.

A obediência hierárquica designa o vínculo de subordinação a que estão sujeitos o superior hierárquico e o subordinado em uma organização. Deste vínculo decorre o poder hierárquico, por parte do superior. No Direito Brasileiro a obediência hierárquica também é causa de excludente de culpabilidade em caso de ordens não manifestamente ilegais.

## A obediência hierárquica como excludente de culpabilidade
A excludente da obediência hierárquica encontra-se em grande parte da doutrina estampada como uma variante do erro de proibição, uma vez que a conduta do subordinado dá-se em razão do seu desconhecimento da ilegalidade. “Quando a ordem for ilegal, mas não manifestamente, o subordinado que a cumpre não agirá com culpabilidade, por ter avaliado incorretamente a ordem recebida, incorrendo numa espécie de erro de proibição.”
No entanto, há de se notar a posição de Capez ao afirmar que o instituto incide sobre o terceiro elemento da culpabilidade, a exigibilidade de conduta diversa: “É a obediência a ordem não manifestamente ilegal de superior hierárquico, tornando viciada a vontade do subordinado e afastando a exigência de conduta diversa.” Deste modo, o autor toma essa posição pelo fato de a obediência hierárquica estar inserida juntamente com a coação irresistível, excludente de culpabilidade que se dá em razão da inexigibilidade de conduta diversa.
No caso de a ordem não ser manifestamente ilegal, embora a conduta do subordinado constitua fato típico e antijurídico, não é culpável, em face de incidir um relevante erro de proibição. Diante disso, o subordinado não responde pelo crime, em face da ausência de culpabilidade. A obediência hierárquica constitui, assim, causa de exclusão da culpabilidade.
Em caso de ordem legal, não há de se falar na excludente de culpabilidade, visto que estaria o subordinado no estrito cumprimento de seu dever legal, podendo-se caracterizar a excludente de ilicitude. “Porque, se a ordem for legal, o problema deixa de ser de culpabilidade, podendo caracterizar causa de exclusão de ilicitude. Se o agente cumprir ordem legal de superior hierárquico, estará no exercício de estrito cumprimento de dever legal. ”Se a ordem cumprida for manifestamente ilegal é punível também o subordinado juntamente com o seu superior. “É punido sempre, segundo o dispositivo, o autor da ordem legal; trata-se também de autoria mediata quando o subordinado desconhece a ilegitimidade da ordem não manifestamente ilegal.” (MIRABETE, 2004, p. 209). Tal conceito possui certo grau de relatividade, conforme as circunstâncias em que se encontra o subordinado, conforme leciona Mirabete (2004, p. 208) “o mais correto, diante da lei brasileira, é verificar, no caso concreto, se podia ou não desconhecer a ilegalidade, havendo culpabilidade, na segunda hipótese.” Contudo, não é facultado ao subordinado avaliar sobre a oportunidade ou conveniência da ordem:
Não se coloca o subordinado numa condição de julgador superior da ordem, o que criaria um caos na máquina administrativa, mas a ele se outorga o direito de abster-se de cumprir uma determinação de prática de fato manifestamente contrário à lei mediante uma apreciação relativa. Relativa porque não lhe cabe julgar a oportunidade, a conveniência ou a justiça da prática do fato constitutivo da ordem, mas somente a sua legalidade.
Destaca-se que não é exigível do subordinado o cumprimento de ordem ilegal, que mesmo não manifesta foi percebida pelo subordinado, conforme preceitua o princípio da legalidade, estatuído na CF/88. “Atualmente, não se admite mais o cego cumprimento da ordem ilegal, permitindo-se que o inferior examine o conteúdo da determinação, pois ninguém possui dever de praticar uma ilegalidade.”
Ressalta-se ainda que para a configuração da obediência hierárquica é necessário que haja um liame de direito administrativo entre superior e subordinado, excluindo-se portanto as relações familiares, trabalhistas ou religiosas. Nos dizeres de Capez (2000, p. 277) é necessário “uma relação de direito público entre ambos, já que o poder hierárquico é inerente à Administração Pública, estando excluídas da hipótese de obediência hierárquica as relações de direito privado, tais como as entre patrão e empregado.” A doutrina estabelece, conforme ensinamentos de Bitencourt que a ordem deve ser cumprida de forma estrita, havendo excesso, responderá também o subordinado, responsabilizando-se pelo fato o superior com pena agravada e o subordinado com pena atenuada.
Para que ocorra a excludente, é necessário que o agente pratique o fato em estrita obediência à ordem, sendo responsabilizado aquele que se excede na prática do ato. Caso o soldado recruta, por ordem não manifestamente ilegal da autoridade, prive de liberdade alguém, será punido por lesões corporais se, desnecessariamente, agredir a vítima da prisão ilegal.
Há ainda entendimento sobre a natureza jurídica da obediência hierárquica como excludente de ilicitude, embora seja pacífico pela maioria dos penalistas a incidência apenas da exclusão da culpabilidade. Conforme assinala Koerner Júnior, há autores na Alemanha, Itália e Espanha que defendem o posicionamento da exclusão do ilícito penal, considerando-se a ilegalidade da ordem apenas para aquele que a expediu, não se comunicando tal circunstância ao agente executor. Tem-se por esse pensar que a conduta do subordinado decorre do cumprimento do seu dever. No entanto, o entendimento prevalecente, adotado pelo ordenamento penal do Brasil, opta pela exclusão apenas da culpabilidade, visto que se torna inadmissível o tratamento diferenciado para um mesmo fato. Assim, a corrente da exclusão da ilicitude é combatida pela crítica em virtude de um mesmo fato típico ser considerado jurídico para o executor da ordem e antijurídico para aquele que ordena.

## A obediência hierárquica na esfera militar
A obediência hierárquica no âmbito militar sofre algumas mudanças, principalmente por estar o militar em situações específicas, na manutenção da ordem pública ou na defesa externa do Estado, exigindo-se que sua conduta seja disciplinada e precisa, muitas vezes estando em suas mãos a defesa da própria vida e da vida de terceiros. Nos dizeres de Martins (1974, p. 247) “é evidente que o problema assume aspectos peculiares ao serviço militar, aos deveres militares, ao princípio disciplinar, base das organizações militares.” Conforme leciona Jesus, “de observar-se que em certos casos a obediência deve ser absoluta e não relativa, como acontece no sistema militar, em que não cabe ao subordinado a análise da legalidade da ordem.”  A doutrina admite que em determinadas situações a obediência à ordem não se configura como mero erro do subordinado, mas como coação moral irresistível. Ocorrendo tal hipótese não há de se analisar se o executor conhecia ou não a ilegalidade da ordem, pois o ato foi contrário a sua vontade. Nesse caso, o militar será beneficiado pelo art. 38, alínea “a” do CPM.
No entanto, a culpabilidade do subordinado militar pode ser excluída pela coação irresistível. Por exemplo, o agente militar sabe que a ordem é manifestamente criminosa, mas é coagido a cumpri-la. Se a ameaça ou a ordem representar efetivamente uma coação irresistível, o subordinado militar será beneficiado pela primeira parte do art. 22, isto é, pela excludente da coação irresistível, mas não pela subordinação hierárquica. Nada impede que as duas excludentes ocorram simultaneamente.
Assim, consubstanciando-se a coação, o fato de ser a ordem manifestamente ilegal não retira a exclusão da culpa pelo subordinado, uma vez que não é condição para que se configure essa excludente, mas tão somente pressuposto da exclusão pela obediência hierárquica. Contudo, salienta-se que nos crimes em que há violação do dever militar o subordinado não poderá invocar a coação irresistível, salvo quando física ou material, conforme preceitua o art. 40 do CPM.
A obediência hierárquica se encontra disciplinada no seguinte dispositivo do CPM:
Art. 38 - Não é culpado quem comete o crime: [...]
b) em estrita obediência a ordem direta de superior hierárquico, em matéria de serviços.
Parágrafo primeiro - Responde pelo crime o autor da coação ou da ordem.
Parágrafo segundo - Se a ordem do superior tem por objeto a prática de ato manifestamente criminoso, ou há excesso nos atos ou na forma da execução, é punível também o inferior.
Nota-se, pois, que o assunto é tratado de modo diverso na norma militar, exigindo-se que a ordem seja direta e em matéria de serviços, não tendo a legislação comum utilizado tais termos. Ocorre que a ordem deve ser direta a pessoa do subordinado, sendo assim mais restrito que a legislação comum, visto estar o direito em defesa de interesses diferentes para cada caso. 
O militar só pode e deve desobedecer a ordem direta do superior hierárquico, em matéria de serviço, sem incorrer no crime de insubordinação, se ela tem por objeto a prática de ato manifestamente criminoso.

## As teorias da exclusão da responsabilidade
Encontra-se na doutrina a existência de três sistemas principais de obediência hierárquica, o sistema francês, o alemão e o inglês, sendo também citado por alguns autores a teoria da legalidade formal.

## Sistema francês
Segundo Costa é o sistema mais rigoroso, que dá inexcedível dimensionamento à obediência hierárquica, obrigando o funcionário ao cumprimento de qualquer ordem emanada da autoridade superior. Esse sistema foi desenvolvido na França sob o império Napoleônico, sendo também adotado em outros países, geralmente na disciplina das casernas. No Brasil foi adotado, sem restrição, pela Marinha (Decreto nº. 38.010/55).
Em suma, o subordinado não tem o direito de examinar a legalidade e nem a formalidade da ordem emanada de seu superior. A teoria da absoluta obediência realiza uma administração centralizada e autoritária, cuja origem remonta à época do absolutismo, do, para e pelo príncipe.
Sob esse prisma, as ordens devem ser prontamente obedecidas, não cabendo qualquer análise pelo subordinado, que se torna mero executor de ordens. “Por esse sistema, a ordem do superior deverá ser prontamente cumprida, não se dando ao subordinado sequer o direito de solicitar confirmação por escrito."
Loureiro neto denomina esse sistema como teoria da obediência cega, tornando o subordinado mero instrumento da vontade do superior. Em tal sistema o subordinado é completamente isento de responsabilidade, sendo plenamente justificado. Se a ordem configurar comportamento ilícito, apenas o superior hierárquico será culpabilizado.

## Sistema alemão
O sistema alemão, também chamado de demonstrationstheorie, é igualmente de grande rigor ao dever de obediência, em muito se aproximando do sistema francês. O subordinado tem do mesmo modo, em qualquer hipótese, o dever de obediência das ordens, no entanto, para que o servidor fique isento de responsabilidade, deverá exigir do superior confirmação por escrito da ordem que lhe pareça ilegal. “Sob a égide do sistema tedesco, o funcionário que não exigir a confirmação, por escrito, da ordem ilegal dada pelo superior, responderá juntamente com este pelas conseqüências advindas da execução da missão ordenada.”
Tal sistema de obediência teve aplicação em muitos ordenamentos militares, sendo aplicado também no Brasil, nos regulamentos do Exército e da Aeronáutica onde, contudo, não exigiu que a reiteração ocorresse pela forma escrita, aproximando-se dessa forma do sistema francês:
O critério adotado pelos regulamentos do Exército e da Aeronáutica, nesse tocante, aproxima-se um pouco do sistema germânico, deste se estremando pelo fato de não haver tornado cogente, para o efeito da isenção de responsabilidade do subordinado, a solicitação da confirmação, por escrito, da ordem recebida. Tal gesto, nesses regulamentos, diferentemente do que institui o sistema alemão, é uma franquia em benefício do subordinado. Porém, sendo feita tal solicitação, deverá a autoridade ordenadora atender.
Assim, os regulamentos desses órgãos militares preconizam a responsabilidade exclusiva daquele que emana a ordem mesmo quando esta não tenha sido confirmada por escrito, entendendo o autor que o sistema adotado nesses dois regulamentos disciplinares mais se aproxima do sistema francês.
Esse sistema, também denominado de teoria da reiteração, acrescenta Koerner Júnior ter origem na Constituição de Wuttemberg de 1876 e exime o subordinado de alguma responsabilidade quando este representa ao superior da sua ilegalidade. Argumenta o autor que embora possa trazer algum resultado positivo, possibilitando a reflexão do superior quanto à ordem emanada, a ilegalidade da ordem ainda persiste quando é cumprida após a reiteração, tornando inútil o procedimento de consulta do subordinado. Sendo assim, “a teoria propiciaria a criação de um pernicioso círculo vicioso entre o superior e o subordinado: um emitindo ordem, outro representando contra ela, todavia levado a cumpri-la cegamente pela reiteração do comando.”
Muito embora as críticas tecidas, tal sistema não foi aplicado somente no Brasil, muitas vezes se confundindo com o sistema da obediência cega:
O Código chileno parece aceitar, também, o sistema de obediência cega, prescrevendo que, se a execução da ordem resulta grave mal ou tiver, notoriamente, por finalidade a prática de delito, o inferior poderá suspender seu cumprimento ou modificá-la, dando conta ao superior. Se este insistir na ordem, deverá cumpri-la e reclamar posteriormente.
Ressalta-se, portanto, que o subordinado somente ficará isento de responsabilidade quando relatar ao superior da ilegalidade da ordem e assim exigir-lhe a sua confirmação. Deste modo, nesse ponto diferencia-se da obediência cega, em que o subordinado ficará isento de responsabilidade em qualquer hipótese.

## Sistema inglês
O sistema inglês de obediência hierárquica, ou teoria relativa, admite que “o inferior pode e deve negar-se a obedecer quando a ordem de serviço for ilegal. O inferior é um ser com inteligência e vontade que pode apreciar a legalidade da ordem e decidir sua consequência."
A obediência relativa é típica dos governos de índole democrática onde, acima da vontade do Chefe de Estado, paira a lei, que deve ser cumprida e que deve especificar o que pode ser ordenado e o que deve ser cumprido, assinalando, em cada caso, as respectivas responsabilidades.
Nesse contexto, há variantes dessa doutrina que aceitam apenas o descumprimento de ordens manifestamente ilegais, enquanto que outras teorias admitem o descumprimento de ordens ao primeiro sinal de ilegalidade.
Koerner Júnior cita o sistema das baionnettes intelligentes, conhecido também como teoria ultraliberal, surgida para contrapor ao sistema da obediência cega e para restringir a amplitude do passivismo funcional. Por essa teoria “o inferior tem o direito de resistir ou de desobedecer à ordem ilegal por menos evidente que seja a sua ilegalidade.” No entanto sua aplicação se revelou inaceitável por ser claramente subversiva, sendo também chamada de teoria da resistência sem causa, danosa aos princípios da hierarquia e da disciplina, principalmente no ambiente da caserna.
O sistema adotado pelo Brasil é um sistema intermediário, que consolida o dever de obediência, pela preservação dos princípios de autoridade e de hierarquia, porém estes devem estar sujeitos à legalidade, bem maior a ser protegido.
O subalterno tem o dever de obedecer, mas recusará o cumprimento das ordens ilegais, oportunizando-se-lhe a representação antecipada contra elas. Consagrou-se o direito de desobediência do funcionário hierarquicamente inferior a ser manifestamente ilegal a ordem.
Esse sistema admite a responsabilidade daquele que emitiu a ordem e do subordinado que a cumpriu, quando esta é revestida de manifesta ilegalidade:
É, pois, legítimo que o funcionário subalterno se oponha ao cumprimento de determinações manifestamente ilegais, provenham de quem provier. Não há, com respaldo no sistema de obediência hierárquica inglês, o dever irrestrito de se cumprir as ordens editadas pelos superiores. Não vinga o princípio da obediência cega.
Assim, o subordinado tem o dever de cumprir apenas as ordens legais, devendo sempre que possível descumprir as ordens ilegais e em qualquer hipótese aquelas de ilegalidade manifesta. “Se duvidosa a legalidade da ordem, ainda assim deverá acatá-la o inferior hierárquico, porque, nesse caso, a sua criminosidade não é evidente e a ordem não é manifestamente ilegal.”
Tem como principal defensor Paul Laband, que propõe a obediência irrestrita de ordens, sem se analisar o seu aspecto material. Dessa forma, o subalterno se restringirá a examinar a natureza extrínseca da ordem, verificando se foi transmitida por superior hierárquico legítimo e se possui os requisitos formais:
Por essa teoria não pode o inferior apreciar nem os motivos, nem os fundamentos, nem o conteúdo, próprio, nem a oportunidade da ordem pública, mas apenas a legalidade formal, observando se o superior é competente ratione materiae e ratione loci e deixando de lado qualquer indagação sobre o fato de o superior ter feito ou não uso adequado de suas atribuições.
No entanto, de logo se verificou graves defeitos nessa teoria, que obrigaria o subordinado ao cumprimento de uma ordem ilegal, caso fosse averiguado pelo mesmo da sua perfeição formal, ferindo nitidamente o princípio da legalidade. 
Assinala Cretella Júnior a posição de alguns doutrinadores ao defender a teoria da legalidade formal e material, cujo rigor do exame da ordem é maior, atingindo também o conteúdo da resolução superior e verificando a audiência de choque entre a ordem e algum texto claro de lei, aproximando-se, dessa forma, dos pensamentos existentes nas teorias relativas.

## O dever de obediência militar
Prescreve os regulamentos militares e a lei penal militar a importância do cumprimento de ordens para a manutenção do sistema castrense de administração, cuja organização se dá por postos e graduações e visa atribuir a cada um deles responsabilidades e prerrogativas:
Art. 7º - As ordens devem ser prontamente obedecidas.
§ 1º - Cabe ao policial-militar a inteira responsabilidade pelas ordens que der e pelas conseqüências que delas advierem. 
§ 2º - Cabe ao subordinado, ao receber uma ordem, solicitar os esclarecimentos necessários ao seu total entendimento e compreensão. 
§ 3º - Quando a ordem importa em responsabilidade criminal para o executante, poderá o mesmo solicitar sua confirmação por escrito, cumprido à autoridade que a emitiu, atender à solicitação. 
§ 4º - Cabe ao executante que exorbitar no cumprimento de ordem recebida a responsabilidade pelos excessos e abusos que cometer. (SANTA CATARINA, 1980).
O militar, ao concluir seu curso de formação em ocasião de formatura perante a tropa, de forma solene, faz juramento à bandeira prometendo cumprir seus deveres e obrigações constantes de estatutos e regulamentos, mesmo com o risco da própria vida. Assim, o valor militar é imbuído de uma postura ética, integrada pelo pundonor militar e decoro de classe, o qual deve estar espelhado no amor à verdade, no respeito à dignidade humana, na ação justa e imparcial para com os outros, assim como outros parâmetros da conduta ético-militar.
[...] importa asseverar que os diplomas legais militares estabelecem a impossibilidade absoluta de os militares fazerem ou participarem de manifestações coletivas de protesto contra atos de superiores ou objetivando quaisquer reivindicações. Tal vedação emana do próprio sistema castrense, calcado que está este no respeito aos pilares da hierarquia e da disciplina.
Nesse viés, torna-se complexo evidenciar o poder do subordinado de examinar a natureza da ordem, uma vez que “de um lado, um excesso de poder na indagação da legalidade da ordem quebraria o princípio da autoridade, mas, de outro, um excesso do dever de obediência quebraria o princípio do direito.”.
O dever de obediência está correlacionado ao cargo público, tomando aspectos peculiares de rigorismo nos organismos militares, afirmando o autor que o poder de examinar a natureza da ordem é relativo e não absoluto, não podendo ser excessivo. Nesse aspecto, salienta-se a dificuldade do subordinado descumprir ordem de superior, uma vez que sua recusa pode acarretar-lhe conseqüências disciplinares e penais.
No entanto, para a configuração da exculpação, deve a ordem estar revestida de não manifesta ilegalidade, conceito esse que deve ser analisado caso a caso, levando-se em consideração as condições peculiares do fato. “Não há um critério apriorístico que sirva de base para o reconhecimento imediato da ordem evidentemente contrária à lei. Por isso que, in concreto, o caso deve ser examinado.”.
Explica Romeiro (1994, p. 124) que o juiz não deve levar em conta a capacidade de conhecimento do subordinado em particular, analisando-se seu desenvolvimento mental ou inteligência, mas sim o nível de instrução de qualquer soldado. É assim a decisão do TJSC:
[...] in concreto deve-se buscar entre as circunstâncias do fato, o grau de instrução do executor da ordem e o tempo que lhe foi defeso, para discernir da legalidade ou ilegalidade da ordem. Pelo que a ordem que reflita, plena e claramente, ao entendimento de qualquer pessoa, independentemente do seu grau de cultura, como crime, susta o dever de obediência. (SANTA CATARINA, 1998).
Nesse pensar, uma ordem manifestamente ilegal dada a um oficial da polícia militar poderá não ser tão evidente quando recebida por um soldado. Assim retiramos do Estatuto dos Policiais Militares:
Art. 37 - O oficial é preparado, ao longo da carreira, para o exercício do comando, da chefia e de direção das organizações policiais militares.
[...]
Art. 39 - Os Cabos e Soldados são essencialmente elementos de execução. (SANTA CATARINA, 1983).
Nos estatutos militares há o gradual aumento da culpabilidade na medida em que se ascende os graus hierárquicos, sendo, pois, os oficiais revestidos de maiores responsabilidades, cuja função é a de comando e de direção das organizações policiais militares. Portanto, uma ordem recebida por um soldado pode para este apresentar não manifesta ilegalidade, enquanto que se repassada a um oficial caracterizaria a manifesta ilegalidade, culpabilizando o executor que a cumpriu.